# 綾瀬はづき
綾瀬 はづき（あやせ はづき）は日本のゲームの原画家・イラストレーター。

## 作品

### イラスト
- 甘やかしたりしないぞ!（著者：北原みのる）
- いっ〜ぱい甘えてね♪（著者：北原みのる）
- たっ〜ぷり弄ってあげる♪（著者：北原みのる）
- 最強の不良が女体化! ツンデレ俺口調の美少女に!?（著者：布施はるか）
- ツンマゾ魔王とピュアエロ勇者があらわれた!（著者：布施はるか）
- は〜れむふぁんたじ〜! -中二病が勇者になって幼馴染や姫、魔王と甘イチャHな子作り冒険♪-（著者：蝦沼ミナミ）
- ヤンキー彼女と子作り学園ライフ（著者：田中珠）
- 姉も妹もまとめて孕ませ計画!!（著者：さかもと（猫））
- 孕ませプリンセス ふたりの姫との子作り関係（著者：さかもと（猫））
- 俺の彼女とお姉ちゃんの誘惑水着勝負!（著者：愛内なの）
- プリンセス姉妹の異世界AV撮影（著者：愛内なの）
- 図書室の嫁はプリンセス（著者：秋乃このみ）
- セカイのスキマ（著者：田代裕彦）

### アダルトゲーム
- とらぶるっ!
- とらいあんぐるBLUE
- 孕嫁さんはエルフ姫 〜押しかけ子づくり新婚生活〜
- とらぶる☆魔女試験 〜会長様と天然っ娘は魔女姉妹!中出しエッチで魔力補給をお手伝い!〜
- 剣術少女和泉令と無人島 〜お家の掟だ…お前と子作りに励んでやる〜
- 天然やわちち女神フローラ・甘エロ新婚子作りライフ 〜お姉さんの子宮に、好きなだけ注いでもいいのですわよ♪〜
- WIZARD GIRL AMBITIOUS
- 戦女神セレストのいきなり子作り新婚生活 〜仕方あるまい、我をしっかり孕ませろ〜
- 女神ミュリエルは巨乳な幼妻 〜お嫌でなければ貴方の赤ちゃん産ませてください〜
- ツンデレ魔界プリンセス・アリサと孕ませ新婚生活! 〜全部出すまで抜いちゃダメ!ぜったい受精させなさいよね!〜
- あまあね魔界プリンセス・エリスはエロイチャ孕み妻! 〜好きなだけ出して♪全部子宮で飲んであげる〜
- ふわりコンプレックス
- クーデレ魔界プリンセス・サラと吸精孕ませライフ! 〜好きなだけ子宮に注いで妊娠させなさい〜
- 少女剣士秋月蓮の押しかけ孕嫁生活 〜子作りは我が使命…受精するまで離さぬぞ!〜
- まとめてたねつけ♪女神姉妹孕ませ多妻生活! 〜全員一緒に妊娠させてっ♪〜
- ツンツンクールな13人! 〜膣出ししなさいよ! 別に私は欲しくないんだから!〜
- 凛々しき武神玲羽と甘ラブ中出し生活! 〜私と子を為してくれ…恩義にはこの身体で誠心誠意応えよう〜
- 麗しの聖女神セシルを救う中出し新婚生活! 〜甘えていいから…貴方の子種をたくさん子宮に注いで?〜
- お稲荷さまとダダ甘子作り婚 〜抜いちゃダメ!たくさん出してお姉さんの子宮いっぱいにしてくださいね♪〜
- らぶでれーしょん!
- お姉ちゃん10人に甘えて癒され! Norn姉キャラベスト 〜好きなだけ出してね! い〜ぱい可愛がってあげる♪〜
- ツンデ令嬢立花天音とバカンス愛ランド 〜ジロジロ見すぎですわ!…子作りしたいんですの?恋人なんだから好きになさい!〜
- あまあね鳥羽奏とハネムーン愛ランド 〜たっぷり子宮に注いで子作りしてね、あ・な・た♪〜
- 完璧お姉さま御子神沙耶の無人島孕ませ修行 〜ふふ、元気のいい精子だ…早く私に妻の証を宿してくれ〜
- クール会長凛のいいなり一週間 〜破廉恥命令で恋人子作り好きのスケベ子宮になってしまう!〜
- 大天使ミカエラ様の孕ませ審判 〜いいでしょう、好きなだけ出しなさい。私は快楽などに負けません!〜
- 女神様パラダイス! 女神に天使に悪魔12キャラ総集編 〜わたし達にたっぷり中出ししてください!〜
- 女神とLOVE! 〜5人の女神様とイチャハメ孕ませ新婚生活♪〜
- 幽霊と恋したい!
- サムライ母娘と孕ませ同棲生活 〜甘エロママとツン初心娘どっちと子作り!?〜
- しゅ〜てぃんぐ妹スター☆ 〜お兄ちゃん、覚悟しててよね♪〜
- 世話好きツンツン幼馴染をコス甘子作りでエロデレに! 〜もう、変態!…でも大好き…孕ませてよね!〜
- イケナイ綾香姉さんとヤリすぎ誘惑生活 〜可愛いんだから♪全部任せて…元気な赤ちゃん作りましょ♪〜
- 生真面目クールな女神騎士様に子作り修行 〜師匠、ダメだ! はしたないのに子宮が精子で幸せになってしまう!〜
- 擬人化ペットの子作り恩返し 〜健気で甘えたなウサ娘に死ぬほど愛される!〜
- 天使と悪魔とエルフがお嫁にきました! 〜みんな孕ませラブイチャハーレム♪〜
- 最強の不良が女体化! ツンデレ俺口調の美少女に!? 〜馬鹿! 中に出す奴があるかっ、俺が妊娠なんて有り得ねえ!〜
- ツンマゾ魔王とピュアエロ勇者があらわれた! 〜イチャエロ! 3P! 修羅場もあり!? 俺の上で子作りラストバトル!〜
- かみデレ
- ヌキどきッ! 〜天使と悪魔の搾精バトル〜
- いっ〜ぱい甘えてね♪ 〜小さくなって優しいかすみお姉ちゃんにお世話され尽くす癒され子作り〜
- たっ〜ぷり弄ってあげる♪ 〜小さくなってクールビューティーな桔梗お姉ちゃんに搾られ尽くすイタズラ子作り〜
- 甘やかしたりしないぞ! 〜小さくなって純情勝気な青葉お姉ちゃんに叱り可愛がられるツンデレ子作り〜
- ヤンキー彼女と子作り学園ライフ 〜好きとか言うな! ぶっとばすぞ! お前の赤ちゃん欲しくなっちまうだろうが…っ〜
- は〜れむふぁんたじ〜! 〜中二病が勇者になって幼馴染や姫、魔王と甘イチャHな子作り冒険♪〜
- 俺が♀で彼女が♂に!? 気弱美少年と完璧美少女がChange! 〜出さないで! 自分のカラダで妊娠させられてイっちゃう!〜
- あねよめカルテット
- ニセビッチ 〜リア充ぶってもピュアで一途な幼なじみにHな子作りレッスン〜
- あねよめコンチェルト
- ツンデレアイドルは僕だけのMペット ～いっぱい躾けて♥ ご主人様のLOVE精子で孕みたいの♪～
- 白衣の天使はお世話好き! ～ラブラブエッチな入院生活～
- 残念な姉との幸福論
- ヤンデレなお姉ちゃんに愛し尽される監禁性活
- HarmonEy
- ノットフィクション!
- White Blue
- どっちのiが好きですか?
- アイシング -love coating-
- SecretAgent ～騎士学園の忍びなるもの～
- Secret Agent影華 ～shadow flower～
- ゆびさきコネクション
- The BLUE 頂
- ゆびさきコネクション ミニファンディスク Vol.01 悠月&美琴編
- ゆびさきコネクション ミニファンディスク Vol.02 夏歩＆伊織編
- MemoryBlue
- 乙女の剣と秘めごとコンチェルト

### 同人ゲーム
- ToLOVEれ! 〜烙淫アブダクション〜
- ゼロ○使い魔 〜三美姫の輪姦〜
- いつのまにか彼女は…
- 涼宮ハ○ヒの撮影
- 真・三○無双
- 新世紀エヴァン○リオン：淫
- 愛妻 【reverse side】
- 美○女戦士セーラー○ーン 惑星痴態 〜月火水〜
- 君がいた図書室
- Sister Deprived
- 巡りくる夏の日は…